# Esgrima antigua

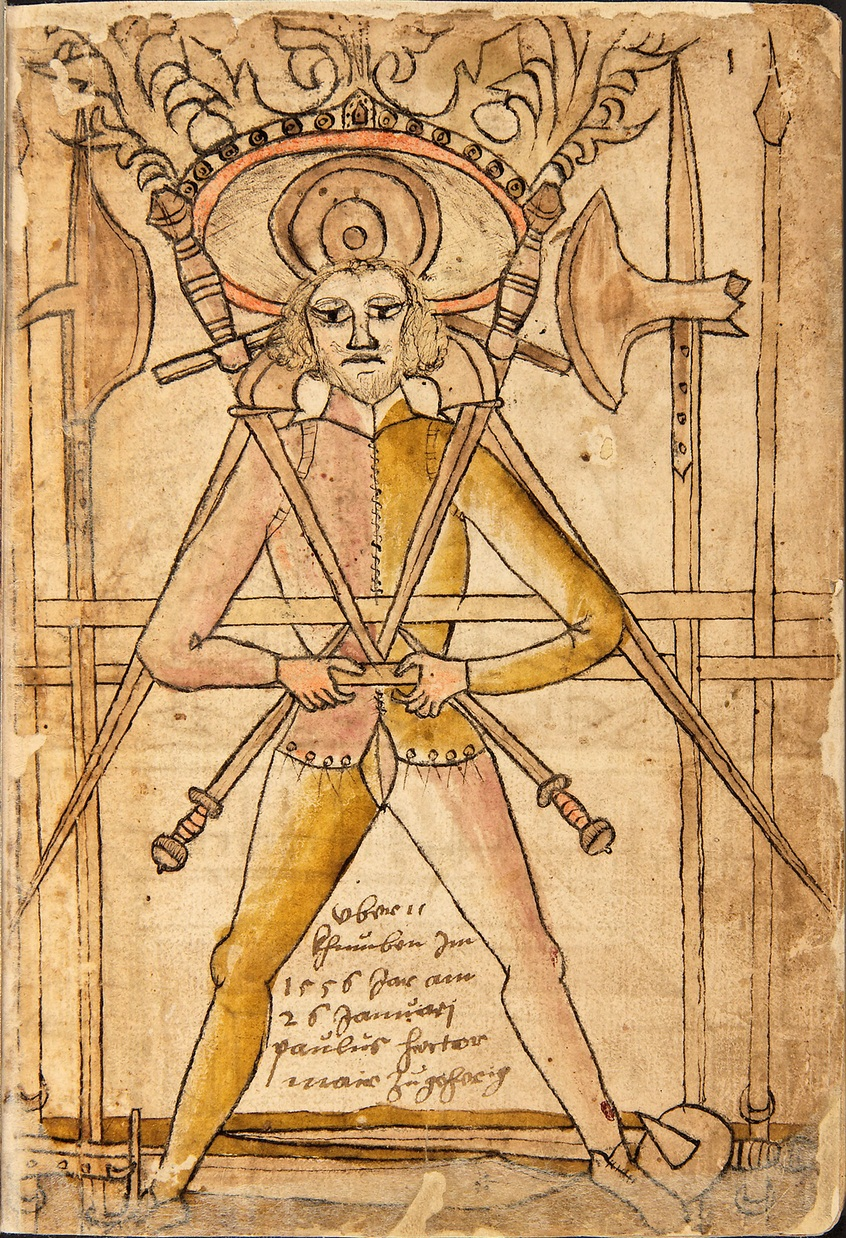
La primera página del Códice Wallerstein muestra las armas típicas empleadas en esgrima durante el.

La esgrima antigua o esgrima histórica es un neologismo usado para referirse al conjunto de  artes marciales de origen europeo, formas de lucha con armas blancas de las artes marciales practicadas en la antigüedad que hoy día han perdido su uso y práctica a nivel militar y de defensa personal. Actualmente se la encuentra a modo de arte marcial de combate, siendo practicada por distintas asociaciones dedicadas a su estudio y recuperación y siendo desarrollada en su mayoría de manera paralela e independiente del actual deporte olímpico de la esgrima (la única rama de la esgrima cuya práctica perduró sin interrupción).

## Antecedentes (antes delsigloXIV)

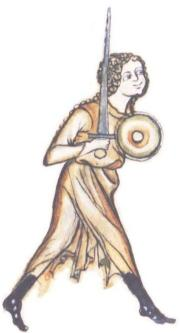
Detalle del manuscrito Ms. I.33, ilustración en la que se representa a una mujer, identificada como Walburga.

Las artes marciales históricas europeas cayeron en desuso al mismo tiempo que las armas que empleaban. Lo que se sabe hoy en día de las mismas se debe a los libros y manuales que han sobrevivido . No existen manuales conocidos con fecha anterior a la Baja Edad Media a excepción de dos: el manuscrito conocido como Papiros de Oxirrinco III 466, el manual de artes marciales europeas más antiguo conocido, que contiene fragmentos que describen la forma de realizar presas y agarres en la lucha griega, la versión histórica de la actual lucha grecorromana; y el De Re Militari, un libro escrito por Vegecio en el siglo IV en el que se describe el sistema militar de la Antigua Roma, incluyendo notas sobre entrenamiento y organización.
Sin embargo, en obras de literatura antigua y medieval se conocen fragmentos que detallan hechos y conocimientos militares específicos; del mismo modo, en obras de arte antiguas aparecen representadas formas de combate y armas históricas (como en el Tapiz de Bayeux o la Biblia de Morgan). Aunque algunos investigadores han tratado de recrear estos antiguos estilos de lucha (como el pancracio y la lucha de gladiadores) basándose en dichas fuentes y en la experimentación, estos intentos quedan reducidos a especulaciones más o menos fundamentadas, debido a la falta de instrucciones específicas.
Durante la Baja Edad Media aparecieron los Fechtbuch (en alemán manual (o libro) de combate), manuales de artes marciales de origen germánico. Estos libros tenían como único tema la descripción de formas de combate con armas. Aunque se popularizaron sobre todo durante el siglo XIV, el más antiguo conservado, el Ms. I.33 (también llamado el Fetchbuch de Walpurgis o Fechtbuch de la Torre), data posiblemente de entre 1290 y principios o mediados del siglo XIII. En sus 64 páginas ilustradas se describe un sistema de lucha completo empleando broquel y espada.
El paso a la Alta Edad Media supuso el origen de las llamadas "Escuelas de Esgrima", refiriéndose a estilos diferenciados que se conocían generalmente por el nombre de su país de origen.

## Escuela alemana

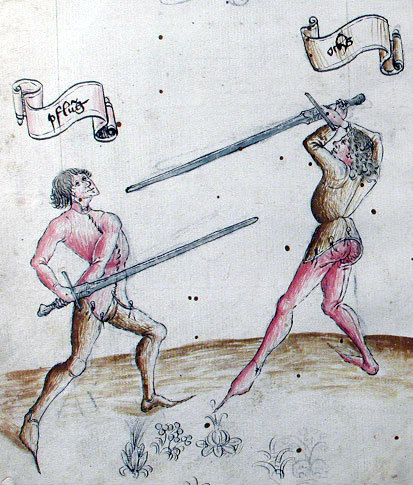
Guardias con espada larga, representadas en el fechtbuch Cod. 44 A 8, de 1452.

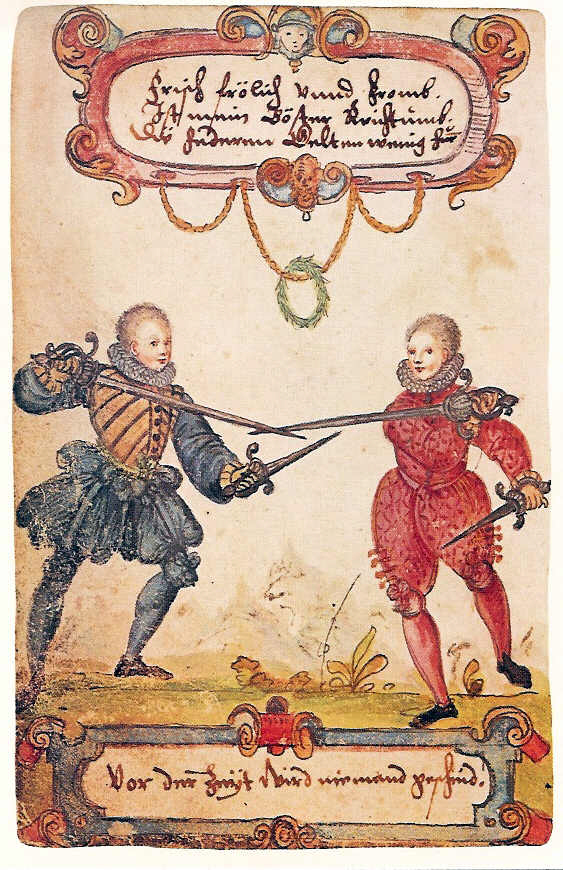
Estudiantes practicando la esgrima con espada ropera y daga, en un manuscrito de alrededor de 1590.

La primera escuela de la que se tiene constancia fue la conocida como Escuela Alemana, que tuvo su máximo representante en Johannes Liechtenauer. Aunque no se conserva ninguna de las obras que escribió directamente, existe una copia de sus enseñanzas transcrita en el manuscrito conocido como Nürnberger Handschrift GNM 3227a, fechado a finales del siglo XIV. Entre los siglos XV y XVII se produjeron gran cantidad de fechtbücher, de los que se conservan ejemplares de 55 obras distintas; la gran mayoría describen métodos atribuidos a Liechtenauer.
Habitualmente se enseñaban al mismo tiempo métodos de combate con diversas armas: combate sin armas (como el Kampfringen o abrazare), daga (degen, usualmente del tipo rondel), cuchillo largo (como el Messer y el Dussack, que eran más bien espadas cortas), lanza larga, arma de asta, espada larga y espada bastarda (conocida como langes Schwert, spada longa y spadone), y el uso de la armadura de placas (Harnischfechten o armazare), tanto en combate a pie como a caballo. Algunos Fechtbücher también tenían secciones sobre el uso del escudo de duelo (Stechschild), armas especiales empleadas tan solo en juicio por combate.
Otros importantes maestros de esgrima de la Escuela Alemana durante el siglo XV fueron Sigmund Ringeck, Peter von Danzig, Hans Talhoffer y Paulus Kal. Todos ellos enseñaron el método de Liechtenauer. A partir de finales del siglo XV empezaron a constituirse "hermandades" de espadachines (Fechtbruderschaften), las más conocidas de las cuales fueron la Hermandad de San Marcos y la Federfechter.
Durante el siglo XVI se publicaron compendios de técnicas procedentes de Fechtbücher anteriores, algunos difundidos gracias a la aparición de la imprenta, principalmente por parte de Paulus Hector Mair (en la década de 1540) y Joachim Meyer (en la década de 1570). La esgrima germánica desarrolló tendencias más deportivas que prácticas; los tratados de Mair y Meyer derivaban principalmente de las enseñanzas anteriores de la tradición originada en Liechtenauer, aunque con característica distintivas, pero sin introducir nuevos sistemas. El fetchbuch de Jacob Sutor, publicado en 1612, fue uno de los últimos de la esgrima tradicional alemana.
A partir del siglo XVII, con la aparición del tratado De lo Schermo ovvero Scienza d'Armi, publicado por Salvatore Fabris en 1606, la esgrima germánica cae en desuso, reemplazada por el estilo de la escuela italiana.

## Mensur

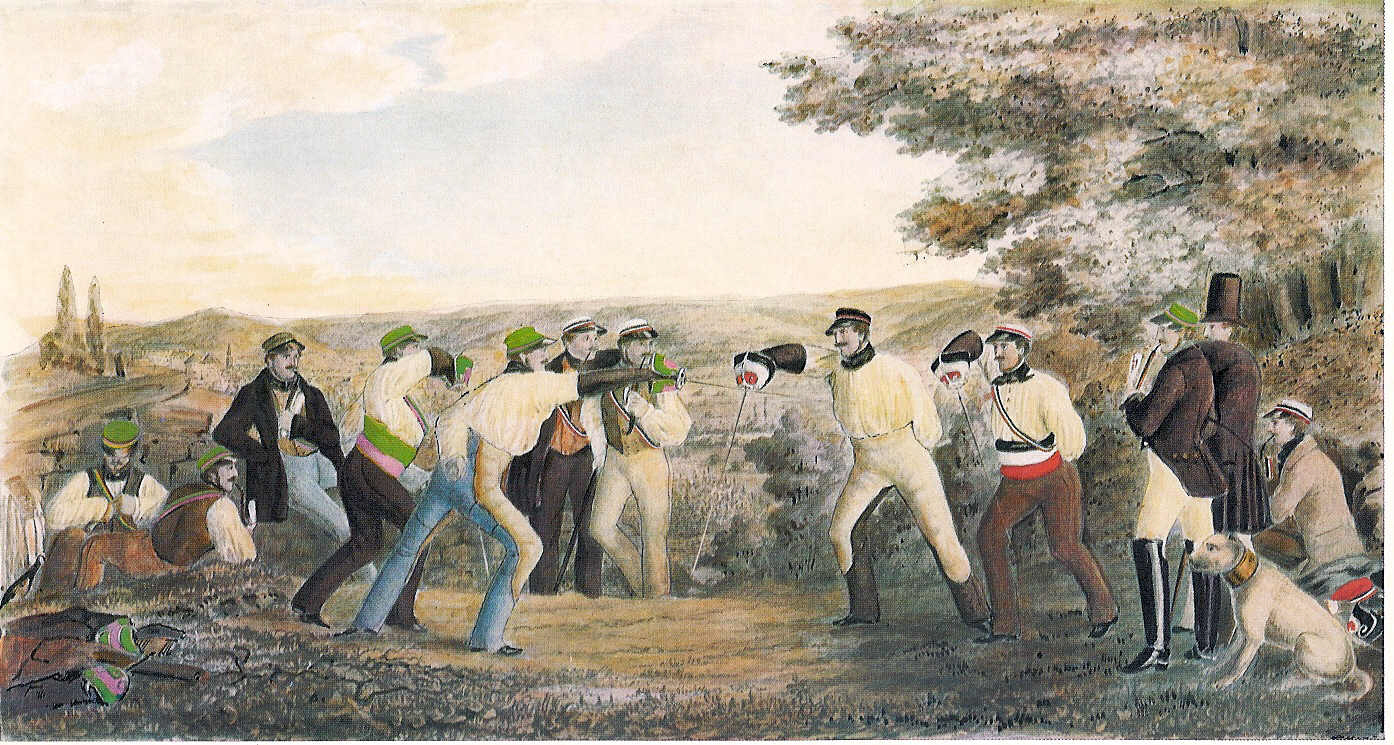
Estudiantes participando en un entrenamiento de Mensur o "esgrima académica", pintura de 1831.

Entre las Studentenverbindung germánicas del siglo XIX se extendió la práctica de una modalidad de esgrima llamada "académica", o Mensur (del latín, mensura, "medida"), aún en uso hoy día. En ella, ambos contendientes se atacan separados a una distancia fija, que no pueden variar durante el combate. El objetivo no es ganar o perder, pues se premia más la actitud que la cantidad de golpes dados o recibidos. El objetivo principal es la forja del carácter, la capacidad de arriesgarse, vencer el propio miedo y soportar el dolor.

## Escuela italiana

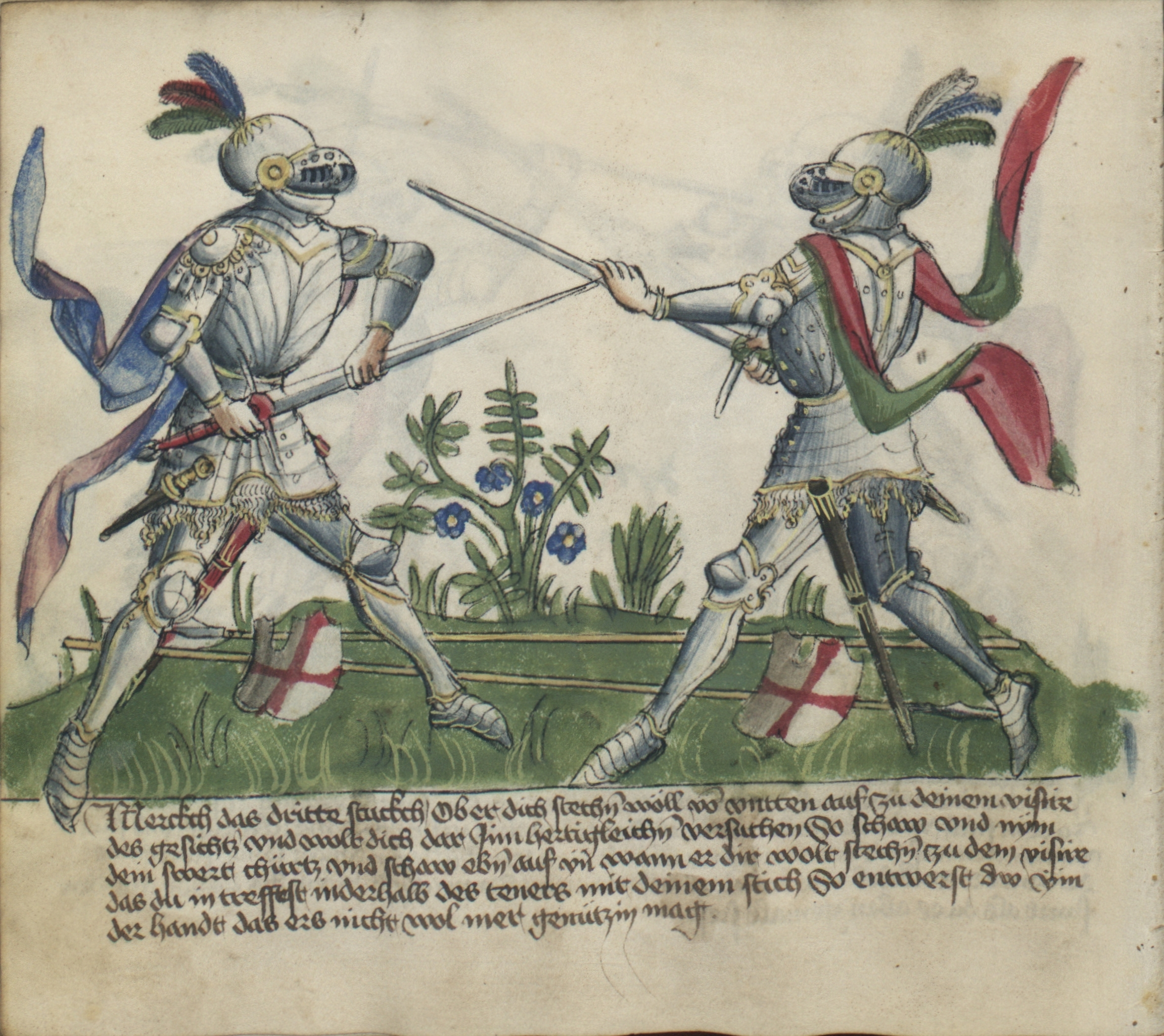
Arte del códice de esgrima medieval Gladiatoria en el que se muestra la esgrima de espada larga armada.

El primer maestro en escribir en italiano fue Fiore dei Liberi, al servicio de Nicolás III de Este, Marqués de Ferrara. Cerca de 1410 escribió un tratado, conocido como el Flos Duellatorum o Flor de duelo, en el que trata del uso del combate sin armas, la daga, la espada corta, las armas de asta, la  espada larga, y el uso de armadura en combate a pie y a caballo. Este es el tercer tratado más antiguo sobre artes marciales históricas europeas del que se conserva una copia. Otros destacados maestros de esgrima de la época fueron Filippo Vadi (1482-1487) y Pietro Monte.
A principios del siglo XVI la escuela italiana evoluciona desde la llamada Esgrima boloñesa o Escuela Dardi, con maestros como Achille Marozzo o su discípulo Antonio Manciolino. Camilo Agrippa, arquitecto, matemático, esgrimista y genio ecléctico también influyó poderosamente en el desarrollo del arte esgrimístico europeo con su simplificación de las guardias, la introducción de los fondos y su visión matemática de la esgrima. Durante el siglo XVI también se hicieron muy populares los maestros Giacomo di Grassi, Giovanni Dall'Agocchie, Frederico Ghisliero y Vincentio Saviolo.
A finales del siglo e inicios del XVII, el estilo italiano de lucha con espada ropera se hizo muy popular en Europa, sobre todo con la publicación del tratado De lo Schermo ovvero Scienza d'Armi, de Salvatore Fabris, en 1606. A partir del siglo XVII la escuela italiana fue dominada totalmente por el estilo desarrollado por Fabris, quien ejerció una tremenda influencia no solo en Italia, sino también en Alemania, donde contribuyó a la extinción de las tradiciones de esgrima alemanas. Fabris fue seguido por otros grandes maestros de esgrima italianos como Nicoletto Giganti, Ridolfo Capo Ferro, Francesco Alfieri, Francesco Antonio Marcelli y Bondi' di Mazo.

## Escuela francesa

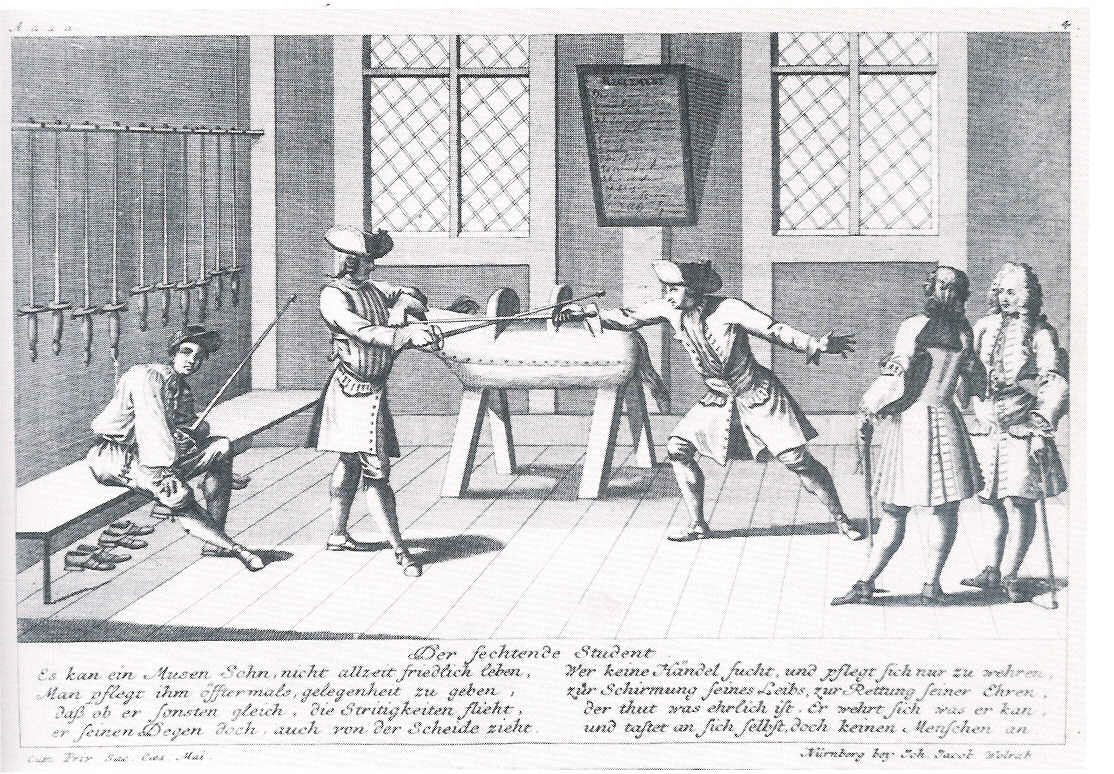
"El estudiante de esgrima", grabado en cobre de 1725 por Johann Georg Puschner.

La llamada escuela francesa fue la última en aparecer, durante el siglo XVII, como evolución de la escuela italiana. En francés existen dos tratados originales anteriores al siglo XVII, Le jeu de la hache, de alrededor del 1400, en el que se describe un estilo de lucha empleando el hacha de asta, y el tratado del señor Henri de Sainct Didier, gentilhombre provenzal, publicado en 1573 y que trata sobre la espada sola. 
A partir del Periodo Barroco (siglo XVI) la escuela francesa se alejó del estilo italiano, desarrollando su propia terminología, reglas y sistemas de enseñanza. Los maestros de esgrima del periodo incluyen a Le Perche du Coudray (maestro de Cyrano de Bergerac), Besnard (maestro de René Descartes), y Philibert de la Touche. 
A finales de dicha época y principios del rococó el estilo francés de esgrima sufrió una nueva evolución, pasando progresivamente a enfatizar el uso del espadín, y posteriormente el florete (fleuret), que en su origen era un arma de entrenamiento para la esgrima con espadín.
Hacia 1715 el espadín había desplazado casi por completo a la espada ropera a lo largo y ancho de Europa, aunque esta seguía siendo incluida en tratados de esgrima como los de Donald McBane (1728), P. J. F. Girard (1736) y Domenico Angelo (1763). La escuela francesa, al promover el uso de un arma más ligera, permitió movimientos más fluidos y elegantes, por lo que fue desplazando progresivamente a las demás entre las clases altas, las únicas que podían dedicar tiempo y dinero al aprendizaje de la esgrima.
A lo largo del siglo XVIII la escuela francesa se convirtió en dominante en Europa, hasta el punto de que Angelo, maestro de origen italiano que enseñaba en Inglaterra, publicó en 1763 su obra cumbre, L'Ecole des Armes, en francés. Esta tendría un éxito inmediato y fulminante, convirtiéndose en el manual estándar de enseñanza en esgrima durante los siguientes cincuenta años, durante todo el periodo napoleónico. El texto de Angelo fue tan influyente que fue el elegido por Denis Diderot para ser incluido en L'Encyclopédie bajo el epígrafe "Éscrime" (esgrima).

## Escuela española

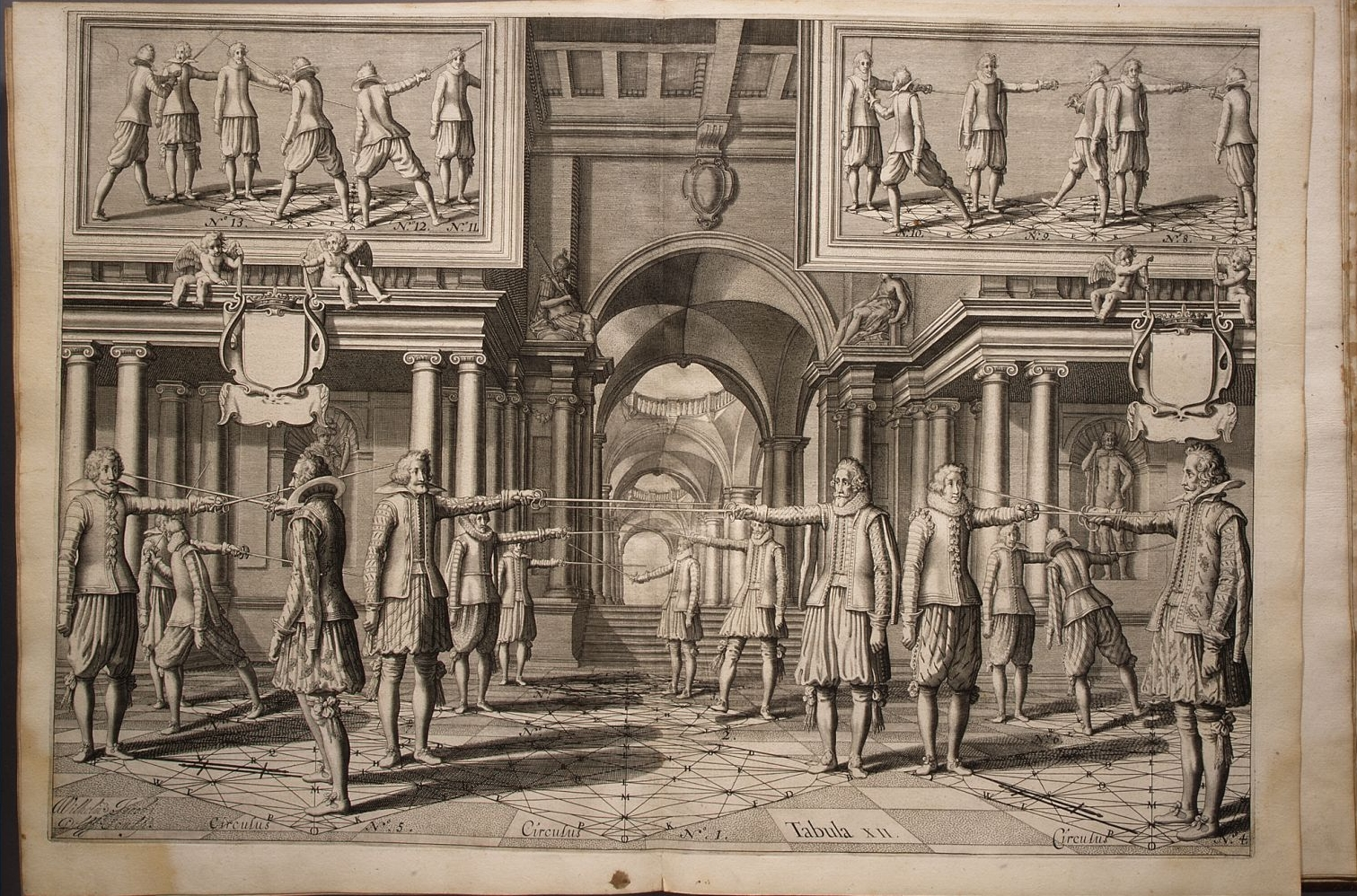
Grabado de la Academie de l-Espee, publicado por Girard Thibault en 1628.

En el siglo XV, en España, aparecen los primeros tratados que establecen las pautas para el ejercicio de esta actividad: La verdadera esgrima (1472), de Jaime Pons, y El manejo de las armas de combate (1473), de Pedro de la Torre. Sin embargo, se considera que el nacimiento de la esgrima o escuela española se produce durante el barroco, en el siglo XVI, con la publicación de La Verdadera Destreza, de Jerónimo Sánchez de Carranza, en 1582. Este sistema no se concibió como un estilo de lucha con espada, sino como un sistema general para todas las armas (espada y daga, espada y capa, espada y escudo, espada y broquel, espadón y armas de asta, como la pica y la alabarda).
Los preceptos de la Destreza tienen sus bases en el renacimiento humanista. Incorpora el uso de la razón y la geometría en los movimientos y guardias, haciendo especial hincapié en las referencias a autores clásicos como Aristóteles, Euclides y Platón. La Destreza prestaba también mucha atención a conceptos propios de la actual biomecánica. Como sistema de combate, estaba muy integrado con un ideal moral, intelectual y filosófico que debía ser cumplido por parte del practicante.
Los principales maestros de este estilo fueron Jerónimo Sánchez de Carranza (considerado el "Padre de la Destreza"), Luis Pacheco de Narváez y Francisco Lorenz de Rada. Gérard Thibault fue un maestro holandés practicante del mismo estilo.

## Otros países
En Inglaterra y su zona de influencia, en la época isabelina surgieron dos grandes maestros de renombre, George Silver y Joseph Swetnam. Sin embargo, no se llegó a desarrollar un estilo propio, quedando el panorama totalmente dominado por una mezcla de los demás estilos europeos.

## Desarrollo de los deportes modernos (siglosXIXyXX)

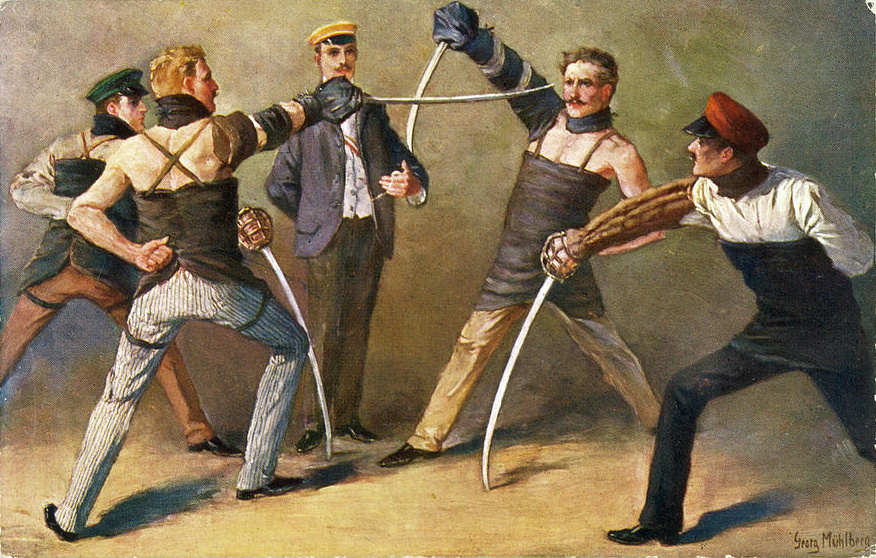
Duelo a sable, de Georg Mühlberg, hacia 1900

A partir del periodo barroco (siglo XVI), las artes marciales europeas, practicadas por las clases superiores, fueron abandonando el uso de la lucha y otras armas, consideradas como poco refinadas y rústicas. Todo el interés se concentró en el uso de la espada, sobre todo la ropera. Los estilos de esgrima existentes se fueron adaptando cada vez más a los nuevos ideales de elegancia y armonía.
Estos ideales más estéticos favorecieron que, durante todo el periodo posterior, y hasta el siglo XVIII, las distintas formas de artes marciales occidentales, eminentemente prácticas, fueran desapareciendo, quedando el panorama totalmente dominado por la escuela francesa. A partir del siglo XIX, por una parte, las formas restantes de esgrima evolucionaron a sus formas deportivas actuales, mientras que por la otra se mantuvieron las formas que podían tener un uso militar. Así, se siguieron practicando durante un tiempo las formas de combate con bayoneta, y el uso del sable y la lanza en caballería.
Además de la esgrima con arma blanca, los deportes de combate europeos de la época incluyeron el boxeo, numerosas formas regionales de lucha tradicional, y varios estilos de lucha con bastones.

### Esgrima como deporte
A lo largo del siglo XIX la esgrima se convirtió en una actividad puramente deportiva. Aunque las clases aristocráticas y los oficiales del ejército mantuvieron la costumbre de retarse a duelo, esta fue una costumbre que desapareció progresivamente. Además, en los casos de duelo a muerte, el uso de arma blanca fue progresivamente desplazado en favor del de la pistola. 
Actualmente la esgrima es un deporte olímpico reglamentado, con un estilo bien definido y multitud de practicantes en todo el mundo.

## Reconstrucción historicista

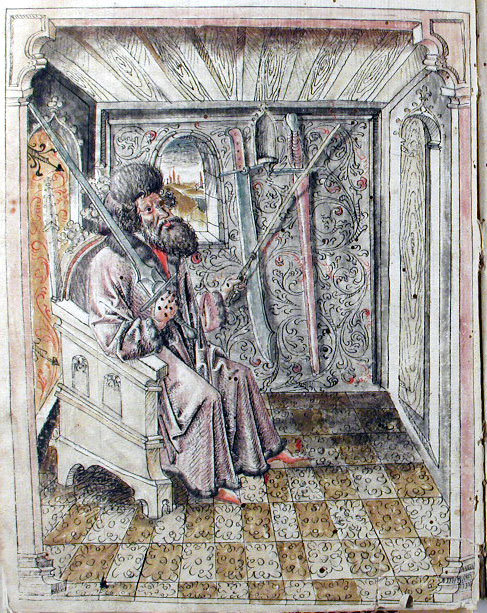
Posible retrato de Johannes Liechtenauer en el Códice 44 A 8 de Dantzig, 1452.

La esgrima antigua que se conoce hoy en día consiste en una reconstrucción histórica de la práctica de la esgrima, tal como fue codificada en los tratados del Medioevo, el Renacimiento y el Siglo de Oro. A medida que el uso de distintas armas blancas fue quedando obsoleto, la forma de emplearlas se perdió también.
A finales del siglo XIX se produjo a lo largo de toda Europa un resurgimiento del interés en las artes marciales históricas. En Alemania, Karl Wassmannsdorf inició la investigación que permitió la recuperación de las partes de la Escuela Germánica que aún se conocen y practican hoy en día; así mismo, Gustav Hergsell reeditó tres de los manuales de Hans Talhoffer. En Francia, la Academie D'Armes se embarcó en un proyecto equivalente entre 1880 y 1914. En Inglaterra, Egerton Castle y Alfred Hutton escribieron libros pioneros en la historia de la esgrima antigua, y Cyril Matthey reeditó los libros de Silver Paradoxes of Defence y Brief Instructions. Los tres se mostraron interesados en el lado práctico de la interpretación, realizando demostraciones públicas de las técnicas reconstruidas. En Italia, Jacopo Gelli y Francesco Novati publicaron una edición en facsímil del Flos Duellatorum de Fiore dei Liberi, y Giuseppe Cerri publicó un libro acerca del bastone, inspirado directamente en las obras sobre espada a dos manos de Achille Marozzo. En España, las obras de Enrique de Leguina siguen siendo una referencia estándar hoy en día.
A lo largo del siglo XX se prosiguió con la investigación de estas antiguas formas de combate por parte de investigadores, en su mayor parte académicos, con acceso a algunas de las fuentes. Sin embargo, el interés en interpretar físicamente los movimientos explicados en los textos decayó, principalmente debido a la distancia entre los investigadores y la falta de medios de comunicación efectivos. 
Durante la década de 1970 se produjeron varios hechos que dieron nuevo impulso al movimiento de estudio de la esgrima histórica. Por un lado, proliferaron los grupos de recreación histórica medievalistas, lo que amplió la cantidad de estudiosos de las artes marciales europeas durante dicho periodo. Por otra, también el mundo editorial cobró un nuevo interés en el tema. En 1972, James Jackson publicó el libro Three Elizabethan Manuals of Fence, en el que se reeditaban tres manuales de George Silver, Giacomo di Grassi y Vincentio Saviolo. En 1975, Martin Wierschin publicó una transcripción del fechtbuch de Sigmund Ringeck, junto con un glosario de términos y una bibliografía de manuales de esgrima histórica alemanes. Esto llevó a su vez a la publicación en 1985 de un trabajo de Hans-Peter Hils sobre Johannes Liechtenauer.
Este incremento a lo largo de Estados Unidos y Europa en la cantidad de investigadores aislados de las artes marciales históricas europeas alcanzó su masa crítica con la proliferación del uso de Internet en la década de 1990. Empezaron a aparecer webs y listas de correo dedicadas al tema, lo que permitió a la gente con los mismos intereses ponerse en contacto y organizarse a un nivel inaudito hasta entonces. La gran mayoría de organizaciones actualmente dedicadas al estudio de la esgrima histórica surgieron en dicha época.
En España, diferentes asociaciones y academias privadas llamadas "Salas de Armas" estudian y reconstruyen la esgrima histórica basándose en tratados históricos que han conseguido llegar hasta el presente. Existen 42 salas (según un último registro) a lo largo de todo el territorio, estando la mayoría aunadas en 2  grandes grupos: La Asociación Española de Esgrima Antigua (A.E.E.A) y la Federación Española de Esgrima Histórica (F.E.E.H), siendo el resto (cerca de una veintena) las llamadas salas independientes o "libres". Las principales disciplinas estudiadas son la Espada ropera con o sin Daga y la Espada de Mano y Media. Aunque también se estudian técnicas de lucha con Cuchillo, navajas y otras dagas, Sable, Espadín, Bastón inglés, Bastón simple (Quarterstaff), Espada y Broquel (un tipo de escudo al uso de la rodela) y una modalidad de Cuerpo a Cuerpo alemán llamada Ringen.